# Ingrid: Die Geschichte eines Fotomodells
Ingrid: Die Geschichte eines Fotomodells est un film allemand réalisée par Géza von Radványi en 1955.

## Synopsis
Les conflits sentimentaux d'une demoiselle en fuite, qui exerce le métier de mannequin, courtisée par deux journalistes.

## Fiche technique
- Réalisation : Géza von Radványi
- Scénario  : Gerda Corbett, Joachim Wedekind, Géza von Radványi
- Photographie : Richard Angst
- Montage : René Le Hénaff
- Musique : Hans-Martin Majewski
- Producteur : Hans Abich
- Pays de production :  Allemagne de l'Ouest
- Langue originale : allemand
- Format : noir et blanc — 35 mm — 1,33:1 — Son : mono
- Durée : 110 min
- Date de sortie :
  - Allemagne de l'Ouest : 21 janvier 1955

## Distribution
- Paul Hubschmid : Robert
- Johanna Matz : Ingrid
- Erni Mangold : Hanne
- Louis de Funès : D'Arrigio
- Joseph Offenbach : Herr Moga
- Paul-Edwin Roth : Walter
- Franz Schafheitlin : Le Herin
- Alice Treff : la directrice
- Jens Andersen
- Horst Becker
- Isolde Bräuner : un mannequin
- Elly Brugmer : la tante d'Ingrid
- Mickael Burk
- Marion Carr
- Gerda Corbett
- Georg Edert
- Hans Friedrich
- Harry Gondi
- Linda Geiser
- Carla Hagen : Evi, un mannequin
- Hanita Hallan : Olga, un mannequin
- Maria Heutze
- Ann Hölling
- Hermann Kner
- Wolfgang Kner
- Kurt Kopisch
- Tessy Kuhls : un mannequin
- Ilse Kunkele
- Stanislav Ledinek
- Ditta Marlow : un mannequin
- Hanne-Lore Morell : un mannequin
- Ingrid Van Bergen
- Wilhelm Walter